# Spominski znak Obranili domovino 1991
Spominski znak Obranili domovino 1991 je spominski znak Slovenske vojske, do katerega so upravičeni vsi veterani vojne za Slovenijo.